# Anita Hernández
Ana Belén Hernández Rodríguez (Mahón, Menorca, Islas Baleares, España; 23 de septiembre de 1990) conocida como Anita Hernández, es una futbolista española. Juega como centrocampista y su equipo actual es el Real Club Deportivo Espanyol de Barcelona de la Primera División Femenina de España.

## Clubes
| Club               | País   | Año         |
| ------------------ | ------ | ----------- |
| Sevilla F. C.      | España | 2008 - 2010 |
| Sporting de Huelva | España | 2010 -      |

## Palmarés

### Campeonatos nacionales
| Título           | Club               | País   | Año  |
| ---------------- | ------------------ | ------ | ---- |
| Copa de la Reina | Sporting de Huelva | España | 2015 |